# Empusa neglecta
Empusa neglecta är en bönsyrseart som beskrevs av Renaud Maurice Adrien Paulian 1958. Empusa neglecta ingår i släktet Empusa och familjen Empusidae. Inga underarter finns listade i Catalogue of Life.